# Akiko (矢野顕子のアルバム)
『akiko』（あきこ）は、矢野顕子の27枚目のアルバム。2008年10月22日発売。発売元はヤマハミュージックコミュニケーションズ。

## 概要
矢野顕子が、自身もファンであるプロデューサー、T・ボーン・バーネットに、アルバムのプロデュースを依頼したところ、矢野がリトル・フィートとレコーディングを行ったデビューアルバム、『Japanese Girl』（1976年）の頃から、バーネットは矢野に着目していた事が発覚。今回の矢野サイドからの依頼に、「僕は君の『Japanese Girl』時代からのファンだったんだ。30年も君のことを待っていたんだよ」と言ったことから、今回のアルバムに進展した。
レコーディングは全曲ロサンゼルスにある、T・ボーンのスタジオにて実施された。レコーディング風景は、アルバムのブックレットの写真でも見られる。特設サイトでは、T・ボーンをはじめとしたミュージシャンへのインタビューも配信されている。
当初のリリース形態は、通常盤の『akiko』（日本語盤、全10曲）と、初回限定盤の『akiko -Complete Box-』（日本語盤、英語盤、DVDの3枚組）の2種類。のちの2009年10月21日に、Complete Boxに同梱されていた英語版が単独で発売された。
2009年10月21日には、2008年12月にレコーディングメンバーと共に行われたツアー「さとがえるコンサート2008 "akiko"」、及び同年のBlue Note Tokyoでのライブを収録したDVD・CDセット『akiko LIVE 2008』(ヤマハミュージックコミュニケーションズ)が発売された。

## 収録曲

### 日本語盤
1. When I Die（作詞、作曲:矢野顕子）英語詞
2. Evacuation Plan（作詞、作曲:矢野顕子）
3. The Long Time Now（作詞、作曲:Bob Newirth、T Bone Burnett）
4. Song For The Sun（作詞、作曲:矢野顕子）
5. Whole Lotta Love（レッド・ツェッペリンの楽曲のカバー）
6. しまった（作詞、作曲:矢野顕子）
7. いい子だね（作詞、作曲:矢野顕子）
8. People Are Strange（The Doorsの楽曲のカバー）
9. The Wall（作詞、作曲:矢野顕子）
10. 変わるし（作詞、作曲:矢野顕子）

### 英語盤
1. When I Die（作詞、作曲:矢野顕子）
2. Evacuation Plan -English version-（作詞、作曲:矢野顕子）
3. The Long Time Now（作詞、作曲:Bob Newirth、T Bone Burnett）
4. Song For The Sun -English version-（作詞、作曲:矢野顕子）
5. Whole Lotta Love（レッド・ツェッペリンの楽曲のカバー）
6. Missing And Dropping（作詞、作曲:矢野顕子）
7. Good Girl（作詞、作曲:矢野顕子）
8. People Are Strange（The Doorsの楽曲のカバー）
9. The Wall -English version-（作詞、作曲:矢野顕子）
10. Nothing Ever Stays The Same

### DVD（初回限定盤のみ）
1. Akiko Trailer（アルバム収録時の様子を収録）
2. 変わるし